# Ajat
Ajat är en kommun i departementet Dordogne i regionen Nouvelle-Aquitaine i sydvästra Frankrike. Kommunen ligger i kantonen Thenon som tillhör arrondissementet Périgueux. År 2022 hade Ajat 300 invånare.

## Befolkningsutveckling
Antalet invånare i kommunen Ajat
Referens:INSEE